# Tung Co
Tung Co (kinesiska: Dong Cuo, 冻错) är en sjö i Kina. Den ligger i den autonoma regionen Tibet, i den sydvästra delen av landet, omkring 480 kilometer öster om regionhuvudstaden Lhasa. Trakten runt Tung Co består i huvudsak av gräsmarker.
Genomsnittlig årsnederbörd är 701 millimeter. Den regnigaste månaden är maj, med i genomsnitt 107 mm nederbörd, och den torraste är december, med 3 mm nederbörd.